# Tommaso D'Orsogna
Tommaso D'Orsogna (n. 29 decembrie 1990, Perth, Australia de Vest, Australia) este un înotător ce a reprezentat Australia, medaliat olimpic. A participat la o ediție a Jocurilor Olimpice (2012) în care a câștigat două medalii de bronz.